# Saint-Bonnet-le-Chastel
Pour les articles homonymes, voir Saint-Bonnet (homonymie).
Saint-Bonnet-le-Chastel est une commune française, située dans le département du Puy-de-Dôme en région Auvergne-Rhône-Alpes.
La commune correspond exactement aux anciennes paroisse et collecte de Saint-Bonnet-le-Chastel.

## Géographie

### Localisation
Située dans l'arrondissement d'Ambert (département du Puy-de-Dôme), la commune se trouve tout entière sur le versant est de l'horst des monts du Livradois.
Sur le plan géographique, elle comprend une portion de la vallée de la Dolore, depuis la confluence de cette rivière avec le ruisseau des Salles jusqu'au moulin de Losmeix, ainsi que le plateau de Pavagnat entaillé par le ruisseau de Beligeon.
Son sol est essentiellement granitique et la plus grande partie de son territoire est boisée depuis la seconde moitié du XXe siècle.

### Lieux habités
Situé dans le vallon de Bouringaud, le bourg de Saint-Bonnet-le-Chastel s'étage entre 860 et 915 mètres d'altitude.
La commune compte également de nombreux hameaux, lieux-dits ou écarts. Il est à noter que dans cette région du Haut-Livradois, le mot « village » est utilisé pour désigner des hameaux ayant deux caractéristiques spécifiques ; tout d'abord un village bénéficie toujours d'un « coudert », espace public situé entre les maisons et où se croisent les chemins ; ensuite et surtout, l'ensemble des habitants jouissent, depuis le Moyen Âge et en commun, de pâtures et bois situés en périphérie de leur finage et improprement qualifiés de « communaux ». L'existence de cette propriété commune donne au village la qualité de section qui jouit d'une personnalité morale. Cependant, beaucoup de communaux ayant été usurpés depuis le XVe siècle, ils n'existent parfois plus qu'à l'état de traces dans certains villages.
Par extension, le terme de village est souvent aussi utilisé pour désigner tous les hameaux habités.

#### Villages
Pavagnat, Faveyrolles, le Cros, Riodanges, la Sagne, les Patureaux, Bovayes, le Montel, le Mavel, Charraud, le Besset, le Fraisse, Clure, Losmeix, Pulby.

#### Autres lieux habités
Charpolles (hameau avec coudert), le Cluzel (hameau avec coudert), Tyr (hameau avec coudert), Lospeux (hameau avec coudert), Veilhes (hameau), Lyrodie (hameau), le Moulin-Neuf (hameau), le Pont-du Roux (hameau), Chabrier (ancien moulin), Bois de Coisse (écart de Pavagnat), le Ruisseau (écart de Bovayes), les Patureaux et la Coudource (écart de Clure), Gratoule (ancien moulin), Les Martellets (ancien moulin), le Pont-Neuf (ancien moulin), les Levades.

### Communes limitrophes
- dans le canton des Monts du Livradois :
  - Chambon-sur-Dolore et Saint-Bonnet-le-Bourg ;
- dans le canton d'Ambert (arrondissement d'Ambert) :
  - Marsac-en-Livradois, Arlanc et Novacelles.

### Climat
Pour des articles plus généraux, voir Climat d'Auvergne-Rhône-Alpes et Climat du Puy-de-Dôme.
En 2010, le climat de la commune est de type climat des marges montargnardes, selon une étude du Centre national de la recherche scientifique s'appuyant sur une série de données couvrant la période 1971-2000. En 2020, Météo-France publie une typologie des climats de la France métropolitaine dans laquelle la commune est exposée à un climat de montagne ou de marges de montagne et est dans la région climatique  Nord-est du Massif Central, caractérisée par une pluviométrie annuelle de 800 à 1 200 mm, bien répartie dans l’année. 
Pour la période 1971-2000, la température annuelle moyenne est de 8,3 °C, avec une amplitude thermique annuelle de 15,8 °C. Le cumul annuel moyen de précipitations est de 975 mm, avec 10,2 jours de précipitations en janvier et 8,1 jours en juillet. Pour la période 1991-2020, la température moyenne annuelle observée sur la station météorologique de Météo-France la plus proche, « Saint-Germain-L Herm », sur la commune de Saint-Germain-l'Herm à 7 km à vol d'oiseau, est de 8,0 °C et le cumul annuel moyen de précipitations est de 1 067,3 mm,. Pour l'avenir, les paramètres climatiques de la commune estimés pour 2050 selon différents scénarios d'émission de gaz à effet de serre sont consultables sur un site dédié publié par Météo-France en novembre 2022.

## Urbanisme

### Typologie
Au 1er janvier 2024, Saint-Bonnet-le-Chastel est catégorisée commune rurale à habitat très dispersé, selon la nouvelle grille communale de densité à sept niveaux définie par l'Insee en 2022.
Elle est située hors unité urbaine et hors attraction des villes,.

### Occupation des sols
L'occupation des sols de la commune, telle qu'elle ressort de la base de données européenne d’occupation biophysique des sols Corine Land Cover (CLC), est marquée par l'importance des forêts et milieux semi-naturels (66,3 % en 2018), une proportion sensiblement équivalente à celle de 1990 (66,8 %). La répartition détaillée en 2018 est la suivante : 
forêts (66,3 %), prairies (26,9 %), zones agricoles hétérogènes (5,7 %), zones urbanisées (1,2 %). L'évolution de l’occupation des sols de la commune et de ses infrastructures peut être observée sur les différentes représentations cartographiques du territoire : la carte de Cassini (XVIIIe siècle), la carte d'état-major (1820-1866) et les cartes ou photos aériennes de l'IGN pour la période actuelle (1950 à aujourd'hui).

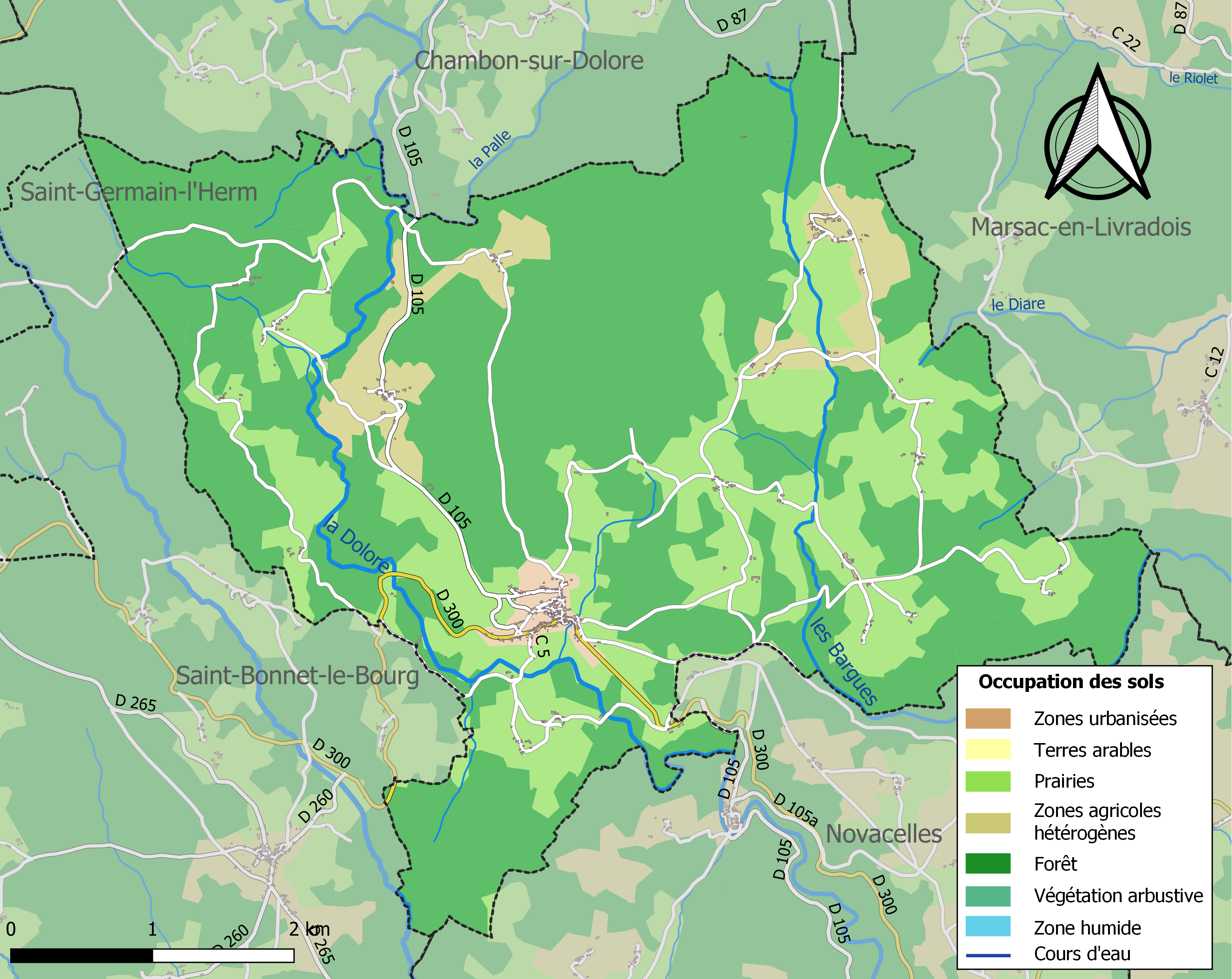
Carte des infrastructures et de l'occupation des sols de la commune en 2018 (CLC).

## Histoire

### Une vaste châtellenie
Le bourg de Saint-Bonnet-le-Chastel fut le siège d'une importante châtellenie qui s'étendait sur toutes les paroisses alentour.
En 1311, Pierre Maurice de Saint-Bonnet en fit donation, ainsi que la plupart de ses autres biens et châteaux, à Robert, comte d'Auvergne.
La seigneurie resta dans cette famille, le plus souvent avec sa jumelle d'Issandollanges, jusqu'à la fin du XVIIe siècle par la maison des La Tour d'Auvergne, vicomte de Turenne. À cette époque, le huguenot breton Henri Goyon de la Moussaye, Comte de Plouër et petit-fils du 4e prince de Sedan, se titrait d'ailleurs de baron de Saint-Bonnet.
Au cours de la période révolutionnaire de la Convention nationale (1792-1795), la commune porta le nom de Bonnet-Libre.

## Politique et administration

### Découpage territorial
La commune de Saint-Bonnet-le-Chastel est membre de la communauté de communes Ambert Livradois Forez.

### Administration municipale
La commune de Saint-Bonnet-le-Chastel est actuellement administrée par un conseil municipal de onze membres.

### Liste des maires[14]
| Période       | Période                        | Identité                 | Étiquette          | Qualité                                                                                    |
| ------------- | ------------------------------ | ------------------------ | ------------------ | ------------------------------------------------------------------------------------------ |
| avant 1811    | juillet 1816                   | Balthazard Cisternes     |                    | Avocat                                                                                     |
| juillet 1816  | avril 1817                     | poste vacant             |                    | Intérim assuré par Jacques Chassaignon, adjoint                                            |
| avril 1817    | février 1828                   | Jacques Chassaignon      |                    |                                                                                            |
| février 1828  | mars 1841                      | Joseph-Marie Couchard    |                    | Notaire et expert géomètre                                                                 |
| avril 1841    | août 1860                      | Jean Fouilhoux           |                    | Propriétaire au bourg                                                                      |
| août 1860     | septembre 1870                 | Joseph Hilaire Vernaizon |                    | Notaire                                                                                    |
| octobre 1870  | février 1874                   | Dr Abel Buy (1re époque) |                    | Médecin                                                                                    |
| mars 1874     | août 1875 (démission)          | Joseph Hilaire Vernaizon |                    |                                                                                            |
| août 1875     | 20 septembre 1875 (décès)      | Jean-Baptiste Mongheal   |                    | Propriétaire                                                                               |
| octobre 1875  | octobre 1876                   | François Orcel           | nommé              |                                                                                            |
| octobre 1876  | janvier 1881                   | Dr Abel Buy              | élu face           | Médecin                                                                                    |
| janvier 1881  | janvier 1886                   | Pierre Couderette        |                    |                                                                                            |
| janvier 1886  | 1892                           | Jean Chassaignon         |                    |                                                                                            |
| mai 1892      | août 1892                      | Jean-Pierre Maltrait     |                    |                                                                                            |
| août 1892     | mai 1896                       | Dr Abel Buy              |                    | Médecin                                                                                    |
| mai 1896      | 1911                           | Me Henri Darcy           |                    | Officier d'Académie                                                                        |
| mai 1912      | décembre 1919                  | Jean Thuaire             |                    |                                                                                            |
| décembre 1919 | mai 1935                       | Auguste Vernet           |                    |                                                                                            |
| mai 1935      | 1938 (décès)                   | Jules Montagne           |                    | Hôtelier                                                                                   |
| janvier 1939  | 1945                           | Jean-Baptiste Ferry      |                    | Cafetier                                                                                   |
| 1945          | mars 1971                      | Léon Barthelay           | SFIO               | Agriculteur Vice-président du conseil général du Puy-de-Dôme Député suppléant              |
| mars 1971     | mars 2008                      | Georges Chometon         | UDF-CDS puis MoDem | Artisan boucher Député Président du conseil général du Puy-de-Dôme                         |
| mars 2008     | En cours (au 4 septembre 2020) | Simon Rodier,            | MoDem              | Fonctionnaire Vice-président de la communauté de communes Ambert Livradois Forez (en 2017) |

## Population et société

### Démographie
L'évolution du nombre d'habitants est connue à travers les recensements de la population effectués dans la commune depuis 1793. Pour les communes de moins de 10 000 habitants, une enquête de recensement portant sur toute la population est réalisée tous les cinq ans, les populations de référence des années intermédiaires étant quant à elles estimées par interpolation ou extrapolation. Pour la commune, le premier recensement exhaustif entrant dans le cadre du nouveau dispositif a été réalisé en 2008.

En 2022, la commune comptait 205 habitants, en évolution de −1,44 % par rapport à 2016 (Puy-de-Dôme : +2,1 %, France hors Mayotte : +2,11 %).
| 1793  | 1800  | 1806  | 1821  | 1831  | 1836  | 1841  | 1846  | 1851  |
| ----- | ----- | ----- | ----- | ----- | ----- | ----- | ----- | ----- |
| 1 312 | 1 321 | 1 387 | 1 370 | 1 520 | 1 664 | 1 653 | 1 723 | 1 733 |

| 1856  | 1861  | 1866  | 1872  | 1876  | 1881  | 1886  | 1891  | 1896  |
| ----- | ----- | ----- | ----- | ----- | ----- | ----- | ----- | ----- |
| 1 687 | 1 635 | 1 592 | 1 607 | 1 546 | 1 389 | 1 503 | 1 402 | 1 352 |

| 1901  | 1906  | 1911  | 1921 | 1926 | 1931 | 1936 | 1946 | 1954 |
| ----- | ----- | ----- | ---- | ---- | ---- | ---- | ---- | ---- |
| 1 341 | 1 102 | 1 039 | 865  | 795  | 752  | 683  | 577  | 528  |

| 1962 | 1968 | 1975 | 1982 | 1990 | 1999 | 2006 | 2008 | 2013 |
| ---- | ---- | ---- | ---- | ---- | ---- | ---- | ---- | ---- |
| 504  | 389  | 313  | 258  | 221  | 252  | 240  | 237  | 215  |

| 2018 | 2022 | - | - | - | - | - | - | - |
| ---- | ---- | - | - | - | - | - | - | - |
| 209  | 205  | - | - | - | - | - | - | - |

## Culture locale et patrimoine

### Lieux et monuments
- Église paroissiale Saint-Bonnet (XVe-XVIe siècle), de facture gothique flamboyante (inscrite à l'Inventaire des monuments historiques le 12 avril 1954[21]).
- Croix de Tyr (XVIIe siècle).

### Patrimoine naturel
La commune de Saint-Bonnet-le-Chastel est adhérente du parc naturel régional Livradois-Forez.

### Personnalités liées à la commune
- Hommes politiques
  - Pierre-Jean Sabaterie, natif de Saint-Bonnet-le-Chastel, médecin, maire d'Arlanc, député (1902-1909) puis sénateur (1909-1930) du Puy-de-Dôme.
  - Émile Cossonneau, député communiste dont l'épouse se réfugiera à Saint-Bonnet pendant la Seconde Guerre mondiale. Son corps ne fut jamais retrouvé après que son avion ait été abattu par des tirs de la DCA et c'est dans le cimetière de la commune que se trouve son cénotaphe et le tombeau de son épouse.
  - Georges Chometon, natif et maire de Saint-Bonnet-le-Chastel, député et président du conseil général du Puy-de-Dôme.
- Artistes
  - Jean-Baptiste Muratore séjourna régulièrement chez des amis à Saint-Bonnet-le-Chastel.